# Clifton (Kansas)
Clifton – miasto położone w hrabstwie Clay.